# 2. šachová olympiáda
2. šachová olympiáda (či Šachová olympiáda 1928 nebo Šachová olympiáda v Haagu) byl šachový turnaj organizovaný Mezinárodní šachovou federací (FIDE) mezi 21. červencem a 6. srpnem 1928 v nizozemském městě Haag. 
Turnaje se zúčastnilo 17 týmů, zvítězil tým Maďarska před týmy Spojených států a Polska na druhém a třetím místě. Československá reprezentace skončila sedmá. 
Součástí akce bylo i amatérské mistrovství světa v šachu. V tomto turnaji vyhrál Nizozemec Max Euwe, budoucí mistr světa v šachu.